# Clonmore (comté de Carlow)
Pour l’article homonyme, voir Clonmore.
Clonmore (en irlandais : Cluain Mhór, qui signifie « grande prairie ») est un village, une paroisse civile et un townland du comté de Carlow, en Irlande. Il est situé à 5,6 km au sud de Hacketstown et à 14,5 km à l'est de Tullow, dans le nord-est du comté.

## Histoire
Clonmore tire son nom de saint Mogue (à ne pas confondre avec Aidan de Ferns, également appelé Máedóc ou Mogue) qui après avoir été formé par un certain évêque Sinell, contracté la lèpre et guéri par saint Comgall, fonda une communauté religieuse avec un monastère dans la seconde moitié du VIe siècle. Il le présida jusqu'à sa mort, probablement vers 658. Considéré centenaire, il est dit que beaucoup vinrent s'instruire auprès de lui. Saint Mogue ou Maedhog (Mo-Aedh-og, « mon cher Ed ou Áed »), était de la lignée des Uí Dúnlainge, étroitement associé aux saints Onchu, poète et passionné d'histoire, et Finan, considéré abbé du monastère de 650 à 680. La tradition veut que les trois soient enterrés côte à côte. Clonmore est considérée comme l'une des plus anciennes paroisses ecclésiastiques d'Irlande, avec Ardfert, Killaloe et Clonmacnoise.
Le monastère aurait été pillé à plusieurs reprises par les Vikings entre 832 et 836, qui passaient probablement l'hiver dans le comté voisin de Wicklow. 
Il est probable que la colonie monastique originale du VIe siècle ait été détruite lors d'une lutte de pouvoir vers l'an 1040 par Diarmait mac Mail na mBo, qui souhaitait empêcher les Mac Murchadas d'utiliser le monastère comme base pour contester sa royauté dans le sud du Leinster.

### Le château de Clonmore

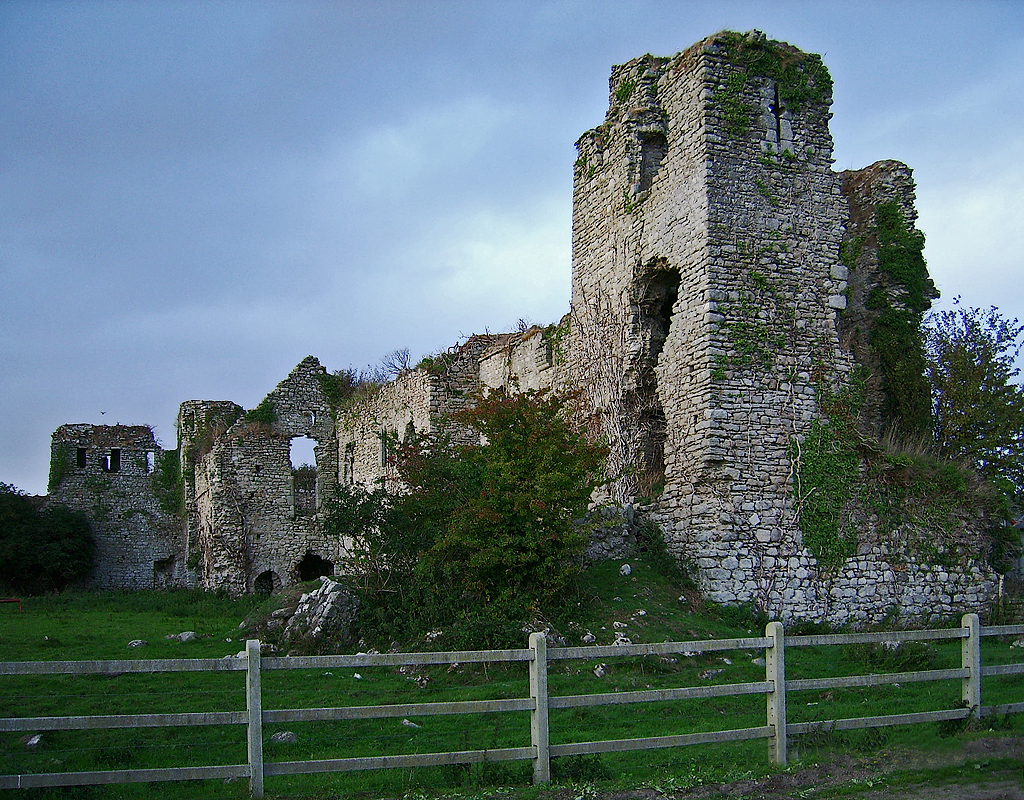
Vestiges du château de Clonmore.

Le château de Clonmore est un élément important du village. Il n'est mentionné qu'à partir du XIVe siècle, mais la forme de la fenêtre trilobée dans le mur sud indique qu'il a probablement été construit vers la fin du XIIIe. Le château est de forme presque carrée, avec des tours rectangulaires sur les côtés sud de la cour. Clonmore a été capturé en 1516 par le comte de Kildare et en 1598 par le comte d'Ormond. Il a changé plusieurs fois de mains et a finalement été pris par les forces d'Oliver Cromwell sous le commandement du colonel Hewson en 1650. Aujourd'hui, une grande partie du château a été démolie pour permettre la construction d'équipements locaux tels que la salle voisine et l'ancienne école

### Article lié
- Liste des localités de l'État d'Irlande